# فيل سبيكتور
فيل سبيكتور (بالإنجليزية: Harvey Philip Spector )‏ (و. 1939  م) هو منتج أسطوانات، وملحن، وموسيقي، وكاتب أغاني أمريكي، ولد في ذا برونكس.

## التعليم
تعلم في ثانوية فيرفاكس ‏.

## جوائز
حصل على جوائز منها:
- جائزة غرامي للأمناء [الإنجليزية]‏ (2000)
- جائزة قاعة مشاهير جرامي، عن عمل: هدية ميلاد لك من فيل سبيكتور [الإنجليزية]‏ (1998).

## وصلات خارجية
- فيل سبيكتور على موقع IMDb (الإنجليزية)
- فيل سبيكتور على موقع الموسوعة البريطانية (الإنجليزية)
- فيل سبيكتور على موقع ألو سيني (الفرنسية)
- فيل سبيكتور على موقع ميوزك برينز (الإنجليزية)
- فيل سبيكتور على موقع رولينغ ستون (الإنجليزية)
- فيل سبيكتور على موقع قاعدة بيانات برودواي على الإنترنت (الإنجليزية)
- فيل سبيكتور على موقع قاعدة بيانات برودواي على الإنترنت (الإنجليزية)
- فيل سبيكتور على موقع قاعدة بيانات برودواي على الإنترنت (الإنجليزية)
- فيل سبيكتور على موقع إن إن دي بي (الإنجليزية)
- فيل سبيكتور على موقع أول ميوزيك (الإنجليزية)
- فيل سبيكتور في قاعدة بيانات الأفلام على الإنترنت